# Luiz Derivi
Luiz Derivi ou Luigi Derivi foi um militante anarquista, nascido em 1885. Pedreiro de origem italiana, nunca aceitou ser mestre-de-obras para não contradizer seus princípios. Lutou, primeiro pela conquista das 8 horas de trabalho; depois, pela garantia desse direito. Era um jornalista-operário. Editor de A Luta (1906), fundador e presidente da União dos Pedreiros em 1909, presidente da FORGS em 1910, fundador da liga Padeiral no ano de 1913, editor de A Voz do Trabalhador e co-editor de Aurora e O Sindicalista (1914). Foi um dos articuladores da Greve Geral de 1917, na qual fez parte da “Liga de Defesa Popular”. Junto com Zenon de Almeida e outros militantes anarquistas editou A Época, periódico que circulou durante a greve geral, quando foi preso conjuntamente com Orlando Martins e o próprio Zenon. Colaborador na Revista Liberal, de 1920, e na criação do impresso A Evolução em 1925. Derivi foi também delegado dos núcleos operários Apolíticos no Congresso Operário organizado pela FORGS na capital gaúcha em 1934. Morreu em 1959.